# Домінік Маклафлін
Домінік Маклафлін (англ. Dominic McLaughlin, нар. 2014 року) — британський шотландський актор. Зіграє головну роль Гаррі Поттера в однойменному телесеріалі від HBO.

## Біографія та кар'єра
Маклафлін розпочав акторську підготовку в Академії сценічного мистецтва Шотландії (англ. Performance Academy Scotland), де навчався протягом п'яти років. 
Грав у постановці «Макбет» у Royal Highland Centre, де його партнерами на сцені були Індіра Варма та Рейф Файнз. 
27 травня 2025 року HBO оголосила трьох головних героїв телесеріалу про «Гаррі Поттера» — ними стали Домінік Маклафлін (Гаррі), Арабелла Стентон (Герміона Грейнджер) і Аластер Стаут (Рон Візлі). Тріо відібрали з понад 30 000 акторів, які проходили прослуховування на кастингу. Після оголошення обрання Маклафліна на роль Гаррі Поттера Академії сценічного мистецтва Шотландії оприлюднила заяву, у якій зазначила: «Ми від самого початку говорили, що Домінік — ідеальний Гаррі, і ми у захваті, що тепер це побачать і всі інші». Після оголошення кастингу шоуранерка та виконавча продюсерка Франческа Гардінер і виконавчий продюсер та режисер кількох епізодів Марк Майлод у спільній заяві зазначили: «Після надзвичайного кастингу … ми раді оголосити, що знайшли наших Гаррі, Герміону та Рона. Талант цих трьох унікальних акторів — це справжнє диво, і ми не можемо дочекатися, поки весь світ побачить їхню магію разом на екрані».
2025 року Маклафлін з'явиться у двох телероботах: пригодницькому серіалі «Обдарований» (англ. Gifted) від BBC, адаптації однойменного роману американської письменниці Мерилін Кей, що розповідає про групу шотландських підлітків із суперсилами, та комедійному фільмі «Зростання» (англ. Grow) від Sky Group, де зіграє разом із Ніком Фростом, який також з'явиться у перезапуску «Гаррі Поттера» в ролі Гегріда.

## Фільмографія
| Рік  |   | Українська назва | Оригінальна назва | Роль           |
| ---- | - | ---------------- | ----------------- | -------------- |
| 2025 | с | Обдарований      | Gifted            | –              |
| 2025 | ф | Зростання        | Grow              | Олівер Грегорі |
| 2027 | с | Гаррі Поттер     | Harry Potter      | Гаррі Поттер   |